# مدیر بازرگانی
مدیر بازرگانی مدیر اجرایی کلیدی است که مسئول نظارت بر جنبه‌های تجاری عملیات یک سازمان بوده و بر به حداکثر رساندن سود از طریق مدیریت مؤثر فعالیت‌ها و روابط تجاری تمرکز دارد. مدیر بازرگانی در هدایت موفقیت مالی یک سازمان از طریق مدیریت استراتژیک عملیات تجاری، مذاکره در خصوص قراردادها، و تقویت روابط قوی با مشتریان نقش اساسی دارد. مدیر بازرگانی به بهینه‌سازی و بهبود استفاده از منابع انسانی و همچنین مدیریت سیستم‌ها و فرایندهای تجاری و ارزیابی روش‌های به کار رفته در زمینه‌های کارکنان، دارایی‌ها، اطلاعات، عملیات و تجهیزات، پروژه‌ها، فرایندها و غیره می‌پردازد و از اصول و روش‌های تجزیه و تحلیل برای تعیین، ارزیابی، پیش‌بینی و بهبود نتایج به دست آمده از فعالیت‌های تجارت و کسب‌وکار استفاده می‌نماید.

## مسئولیت‌های کلی
مدیر بازرگانی با بکارگیری علوم حسابداری، ریاضیات و آمار، تحقیق در عملیات، اقتصاد، مدیریت، دانش مالی، بازاریابی به حل مسائل تجارت می‌پردازد و بدین ترتیب این حرفه حوزه کار وسیعی داشته و نیازمند داشتن دیدگاهی جامع و گسترده در کسب‌وکار است.
از امور خریدوفروش، تأمین و تدارکات، مدیریتی و سازمانی، مسائل بازار و بازاریابی، مدیریت سرمایه‌گذاری‌ها، ارتباط با شرکای تجاری و مشتریان عمده گرفته تا تنظیم قراردادهای بلندمدت، مدیریت ریسک، روابط عمومی، مسائل حقوقی و قانونی، ارتباط با مشتریان از جمله دیگر وظایفی هستند که در حیطه کار مدیر بازرگانی جای می‌گیرند.

### برخی از شایستگی‌های عمومی
مسئولیت‌های مدیر بازرگانی ممکن است بسته به حوزه فعالیت سازمان از خرید و فروش، بازاریابی، امور مالی و سرمایه‌گذاری گرفته تا تجارت بین‌المللی (واردات و صادرات) متفاوت باشند؛ ازاین‌رو مدیر بازرگانی می‌بایست در حوزه مدیریت و سازمان، مسائل بازار و بازاریابی، روابط عمومی و تبلیغات، تولید و عملیات، مسائل اقتصادی و حسابداری، ارتباطات تجاری و فناوری‌های نوین از دانش لازم و کافی بهره‌مند باشد.
از دیگر الزامات این شغل می‌توان به موارد ذیل اشاره نمود:
- آشنایی کلی از مسائل اقتصادی، مالی، و بازاریابی
- مهارت‌های عمومی کار با رایانه
- تسلط بر آیین نگارش و مکاتبات اداری
- توانا در برقراری ارتباطات مؤثر
- تسلط بر اصول و فنون مذاکره
- توانایی کارگروهی (تیمی)
- تسلط بر گزارش نویسی
- آگاه از اخلاق حرفه ای در تجارت و سازمان
- مسلط بر اصول رفتار سازمانی
- آشنایی با اصول و مبانی مشتری مداری و جلب رضایت مشتری
- توانایی مدیریت زمان
- قابلیت ریسک‌پذیری

### نمونه‌هایی از وظایف تخصصی
1. توسعه استراتژی تجاری: توسعه و اجرای استراتژی هایی برای هدایت رشد و سودآوری کسب و کار از طریق شیوه های تجاری موثر.
2. مذاکره و مدیریت قرارداد: مذاکره با مشتریان، تامین کنندگان و شرکا برای اطمینان از شرایط و ضوابط مطلوب برای شرکت.
3. تجزیه و تحلیل بازار: انجام تحقیقات و تحلیل بازار برای شناسایی فرصت ها و روندهایی که می تواند بر فعالیت های تجاری شرکت تأثیر بگذارد.
4. مدیریت مالی: نظارت بر عملکرد مالی مرتبط با فعالیت های تجاری، تجزیه و تحلیل بودجه و اطمینان از پایبندی به اهداف مالی.
5. مدیریت ریسک: ارزیابی و مدیریت ریسک های مرتبط با معاملات و قراردادهای تجاری.
6. رهبری تیم: رهبری و مدیریت تیمی از متخصصان تجاری برای دستیابی به اهداف و اهداف بخش.
7. مدیریت ارتباط با مشتری: ایجاد و حفظ روابط با مشتریان کلیدی و ذینفعان برای افزایش فرصت های تجاری و رضایت مشتری.
8. ارتباط با مشتریان، رقبا، تأمین‌کنندگان و سازمان‌ها به‌منظور رشد و بقا در بازار
9. بررسی سفارشات، نیازها و خواسته‌های مشتریان و مطابقت آنها با امکانات و توانایی‌های سازمان
10. پیگیری و نظارت بر اجرای کلیه مفاد قراردادها
11. تجزیه و تحلیل راهبردهای رقابتی بازار
12. تصمیم‌گیری و نظارت بر قیمت‌گذاری محصولات و خدمات
13. تهیه و تنظیم فهرست و برنامه تأمین نیازهای سازمان براساس پیش‌بینی مصرف سالانه و مقادیر اقتصادی خرید
14. تدوین راهبرد بازاریابی متناسب جهت کالاها و خدمات جدید
15. بکارگیری و استقرار نظام‌ها و سبک‌های مدیریتی برای انجام کارآمد وظایف و بهبود روش‌ها
16. نظارت و هماهنگی و تقسیم کار بین کارکنان تحت نظارت و ایجاد روحیه همکاری و مشارکت کارکنان
17. کنترل و نظارت بر بودجه و استفاده بهینه از منابع مالی
18. تحلیل اهداف، سیاست‌ها، برنامه‌ها، قوانین و مقررات تجارت و کسب‌وکار و اهتمام در تحقق آنها و حفظ منافع سازمان

## مسیر شغلی و درآمد
بر اساس تحقیقات انجام شده از فعالان حوزه بازرگانی، جدول زیر میزان حقوق و دستمزد مشاغل در بخش بازرگانی در سطح شهر تهران در سال ۱۴۰۲ را نشان می‌دهد:
| عنوان شغلی            | متوسط حقوق و دستمزد (در سال ۱۴۰۲ در تهران) |
| کارمند بازرگانی       | ۹/۵ میلیون تومان در ماه                    |
| کارشناس امور بازرگانی | ۱۳ میلیون تومان در ماه                     |
| کارشناس ارشد بازرگانی | ۱۸/۸ میلیون تومان در ماه                   |
| مدیر بازرگانی         | ۲۸/۴ میلیون تومان در ماه                   |

## رشته‌های تحصیلی
- مدیریت بازرگانی
- اقتصاد بازرگانی
- حسابداری بازرگانی